# Penisola Il'pinskij
La penisola Il'pinskij (in russo Ильпинский полуостров), si trova a nord-est della Kamčatka ed è bagnata dal mare di Bering. È compresa nell'Oljutorskij rajon del Territorio della Kamčatka, nel Circondario federale dell'Estremo Oriente. 

## Geografia
La penisola, che delimita a nord il golfo Karaginskij, si trova a ovest della penisola Govena e divide la baia di Anapka dal golfo di Korf. Capo Il'pinskij (Ильпинский мыс) è il punto più meridionale della penisola; 21 km a sud di capo Il'pinskij si trova l'isola Verchoturova che è la continuazione tettonica della penisola. Sulla costa orientale della penisola si trova la laguna di Legunmun o Kaalyak (лагуна Легунмун o Кааляк) interna alla baia Geka (бухта Гека). Il punto più alto della penisola, sulla costa orientale, è di 494 m. La profondità del mare vicino alla costa raggiunge i 200 m.